# Ajdovska planota
Ajdovska planota este o arie protejată (arie specială de conservare — SAC, sit de importanță comunitară — SCI) din Slovenia întinsă pe o suprafață de 2.408,78 ha, integral pe uscat.

## Localizare
Centrul sitului Ajdovska planota este situat la coordonatele 45°47′45″N 15°03′03″E / 45.7959°N 15.0507°E.

## Înființare
Situl Ajdovska planota a fost declarat sit de importanță comunitară în aprilie 2004 pentru a proteja 7 specii de animale. Situl a fost protejat și ca arie specială de conservare în februarie 2012.

## Biodiversitate
Situată în ecoregiunea continentală, aria protejată conține 2 habitate naturale: Peșteri inaccesibile publicului, Păduri ilirice de Fagus sylvatica (Aremonio-Fagion).
La baza desemnării sitului se află mai multe specii protejate:
- amfibieni (1): proteu de peșteră (Proteus anguinus)
- mamifere (4): liliac cărămiziu (Myotis emarginatus), liliac comun (Myotis myotis), liliacul mare cu potcoavă (Rhinolophus ferrumequinum), urs brun (Ursus arctos)
- nevertebrate (2): fluturele-tigru (Callimorpha quadripunctaria), Leptodirus hochenwartii